# Basiaeschna janata
Genre
Espèce
Basiaeschna janata, l'aeschne printanière, est une espèce monotypique dans la famille des Aeshnidae appartenant au sous-ordre des Anisoptères dans l'ordre des Odonates. On la retrouve en Amérique du Nord et c'est une espèce printanière.